# Tassrirt
Tassrirt  (in arabo تاسريرت‎?) è un centro abitato e comune rurale del Marocco situato nella provincia di Tiznit, regione di Souss-Massa. Conta una popolazione di 1 554 abitanti (censimento 2014).